# 西門前 (上尾市)
西門前（にしもんぜん）は、埼玉県上尾市の大字。郵便番号は362-0005。
市の統計などでは上平地区で分類されている。

## 地理
埼玉県の中央地域（県央地域）で、上尾市北部の主に大宮台地上に位置する。地区の西部の低地を芝川が流れるが暗渠化されている。台地と低地の境界は傾斜が緩やかで不明瞭である。地区の東側を菅谷、南側を上平中央や南、西側を久保、北側を上や南と隣接する。
周辺大字（上、南、久保）との境界は複雑に錯綜し、現在でも入会地由来の大小多くの飛地がある。上平公園付近の纏まった飛地（字南前）は上平中央の成立により分断され生じたものである。地区の形は上平中央の成立前までは概ね「Y」の字を右に90度回転させたような形をしていた。
地区のJAさいたま上平支店付近より西側は市街化区域（第一種住居地域や第一種低層住居専用地域、国道沿いは準工業地域、べにばな通り沿いは第二種住居地域）、東側は市街化調整区域に指定されている。かつては大半が耕作地主体の農業地域があったが、その後の宅地化の進行により全体的には住宅地と農地が混在する。
地内に寺廻遺跡（県遺跡番号：14-384）などがあり、土器片が発掘されている。

## 歴史
もとは江戸期より存在した武蔵国足立郡大谷領に属する門前村、古くは桶川郷の一部であり、桶川宿、上村、久保村、南村などと共に1つの郷村であったと云われている。村高は正保年間の『武蔵田園簿』では204石余（田70石余、畑133石余）、『元禄郷帳』および『天保郷帳』では213石余であった。化政期の戸数は40軒余であった。なお、村の規模は不明（久保 (上尾市)#歴史も参照）。地名は正応年間開山した少林寺の門前地に出来た集落によるものと云われている。上尾村（現大字上尾村）に飛地があった。
1875年（明治8年）の農業産物高は『武蔵国郡村誌』によると米38石、大麦68石、小麦20石、大豆8石、小豆3石、栗7石、稗8石、蕎麦5石、綿25貫、甘藷18000貫であった。
- 1590年（天正18年）は知行は旗本西尾氏[7][注釈 2]。
- 正保年間（1645年〜1648年）の頃は知行は旗本伊藤氏および旗本松下氏の相給、また、少林寺には寺領10石が与えられた。その後伊藤氏知行分は上知され幕府領（代官支配地）となる[7]。
- 1806年（文化3年） - 2月14日 (旧暦)に少林寺の本堂や庫裏などを全焼する[13][注釈 3]。仏像、仏具のほか朱印状や諸記録のほとんどが失われた。鐘楼と山門のみ現存する。
- 幕末の時点では幕府領（代官支配地）および少林寺領および旗本松下某の知行[14][9][注釈 4]。
- 1868年（慶応4年）6月19日 - 旧幕府領が武蔵知県事・山田政則（忍藩士）の管轄となる。
- 1869年（明治2年） 
  - 1月13日 - 武蔵知県事・宮原忠英の管轄区域に大宮県を設置、同県の管轄となる。県庁は東京府馬喰町に置かれる。
  - 9月29日 - 県庁が浦和に置かれ浦和県に改称。
  - 12月2日 - この日までに旗本領が上知され、浦和県の管轄となる（府藩県三治制も参照）。
- 1871年（明治4年）11月13日 - 第1次府県統合により埼玉県の管轄となる。
- 1872年（明治5年）3月 - 大区小区制施行により第19区に属す[15][16]。
- 1873年（明治6年） - 学制発布により地内の少林寺を仮用して省身学校（後の上平尋常小学校、現上尾市立上平小学校）を創立する[17]。
- 1879年（明治12年）3月17日 - 郡区町村編制法により成立した北足立郡に属す。郡役所は浦和宿に設置。それに伴い、郡内に同名の村（現在のさいたま市見沼区東門前）が存在したことから西を冠称して西門前村に改称する[9][7]。
- 時期不明（明治14〜15年） - 地内の薬師堂（小林寺持）が小林寺に移転合併する[18]。
- 1884年（明治17年）7月14日 - 連合戸長役場制により成立した上尾宿連合に属す。連合戸長役場は上尾宿に設置[19]。
- 1889年（明治22年）4月1日 - 町村制施行に伴い、西門前村を含む区域をもって上平村が成立。西門前村は上平村の大字西門前となる[9]。地内の小林寺に村役場の仮議場を同年5月26日に設置[20]、翌日地内の大川久次郎宅に役場を開設し、1892年（明治25年）頃まで借用する。
- 1893年（明治26年） - 村役場を西門前579番地の場所に新築移転する[20]。
- 1903年（明治36年）5月17日 - 上平尋常小学校（現、上尾市立上平小学校）が少林寺より現在地（大字南102番地）に移転する[17]。
- 1955年（昭和30年）1月1日 - 町村合併促進法の施行に伴い、上平村が上尾町・平方町・原市町・大石村・大谷村と合併によって新たな上尾町となったことに伴い[21]、上尾町の大字となる。地内の村役場は上平支所となる[22]。
- 1958年（昭和33年）7月15日 - 上尾町が市制施行され[21]、上尾市の大字となる。
- 1960年（昭和35年）9月1日 - 地内を通る県道が県道49号上尾久喜線（現県道87号上尾久喜線）に改称される[23]。
- 1962年（昭和37年）5月1日 - 地内に国道17号大宮バイパスが開通する[24][25]。
- 1966年（昭和41年）
  - 4月 - 西門前252の場所に「埼玉総合食品卸売市場」が完成し店開きする[26][注釈 5]。
  - 9月1日 ‐ 土地区画整理事業の完成に伴い換地処分が実施され[27]、大字西門前の一部が大字上、南、久保の各一部より大字緑丘が成立する[28]。
- 1967年（昭和42年）7月1日 - 住居表示に関する法律に基づき住居表示（第三次）が実施され[29]、大字西門前の一部が大字緑丘、上尾宿、上尾村、柏座、上、南、久保の各一部より緑丘（一丁目〜五丁目）が成立する[30][31]。
- 1970年（昭和45年）8月26日 - 大字西門前の一部が大字上尾村、久保の各一部より錦町が成立する[32]。
- 1971年（昭和46年）6月 - 地内の上平支所の新庁舎が落成する[33][22]。
- 1978年（昭和53年）4月 - 地内に「上平保育所」が開所する[33]。
- 1985年（昭和60年）5月 - 大字南に上平公民館の開館に伴い[33]、地内の上平支所が上平公民館に移転する。跡地は農協上平支所となる。
- 1989年（平成元年）9月5日 - 区画整理事業の都市計画決定[27]。
- 1995年（平成7年） - 
  - 月日不明 - 芝川がボックスカルバートにより暗渠化される[34]。
  - 8月1日 - 地内の少林寺境内にある「少林寺山門」が市の有形文化財（建造物）に指定される[35]。
  - 12月 - 地内に「上尾税務署」の新庁舎が落成する[33]。
- 1996年（平成8年）9月 - 地内に「浦和地方法務局上尾出張所」（現さいたま地方法務局上尾出張所）が移転する[33]。
- 2005年（平成17年） - 地内に「こうしん山公園」が同年度までに整備される[36]。
- 2009年（平成21年）12月16日 - 「西門前の大山灯籠行事」が市の無形民俗文化財に指定される[37]。
- 2014年（平成26年）11月1日 - 上平第三特定土地区画整理事業の完成により換地処分が実施され町名地番変更を実施、大字西門前の一部が大字上尾村、上、南、久保の各一部より上平中央が成立[38]。これにより対象区域に立地する「こうしん山公園」が西門前から外れる。

### 存在していた小字
- 荒久[7][39]、
- 西[注釈 6]
- 芝道[注釈 7]
- 寺廻[注釈 8]
- 東
- 南前
- 吉田前[7]

※ 登記簿上は今もなお存在する小字を含む。

## 世帯数と人口
2019年（平成31年）1月1日現在（上尾市発表）の世帯数と人口は以下の通りである。
| 大字   | 世帯数  | 人口    |
| ------ | ------- | ------- |
| 西門前 | 432世帯 | 1,028人 |

## 小・中学校の学区
市立小・中学校に通う場合、学区（校区）は以下の通りとなる。
| 大字   | 番地                              | 小学校               | 中学校             | 備考                                        |
| ------ | --------------------------------- | -------------------- | ------------------ | ------------------------------------------- |
| 西門前 | 316〜462、465、477〜638、754〜760 | 上尾市立上平小学校   | 上尾市立上平中学校 | 希望により上平北小も可（要 通学希望届提出） |
| 西門前 | 463〜464、466〜476                | 上尾市立上平北小学校 | 上尾市立上平中学校 |                                             |
| 西門前 | 252〜315、639〜729                | 上尾市立芝川小学校   | 上尾市立上平中学校 |                                             |
| 西門前 | 753                               | 上尾市立芝川小学校   | 上尾市立東中学校   |                                             |
| 西門前 | 786〜787                          | 上尾市立東小学校     | 上尾市立東中学校   |                                             |

## 事業所
2021年（令和3年）現在の経済センサス調査による事業所数と従業員数は以下の通りである。
| 大字   | 事業所数 | 従業員数 |
| ------ | -------- | -------- |
| 西門前 | 48事業所 | 805人    |

## 交通
地区内に鉄道は敷設されていない。高崎線北上尾駅が最寄り駅となっている。

### 道路
- 国道17号大宮バイパス - 飛地で掠める
- 埼玉県道87号上尾久喜線（べにばな通り） - 埼玉県道323号上尾環状線と重複

### バス
上尾駅から羽貫駅方面への路線バスが運行されている。
朝日自動車菖蒲営業所
地区内は「西門前」バス停留所が設置されている。
上尾市コミュニティバス「ぐるっとくん」
- 上平菅谷北上尾線
- 上平箕の木循環

地区内は「上尾市場」、「上尾税務署前」、「上平小学校入口」、「上平保育所前」、「上平公園南口」停留所が設置されている。

## 地域

### 町内会
- 西門前区[44]

### 祭事
- 西門前の大山灯籠行事[37] - 市登録無形民俗文化財

### 施設
地内に街区公園は設けられていない。
- 少林寺[13] - 市内最古の寺院。仏源禅師が1290年（正応2年）入寂した[9]。現存建築物のひとつの山門は市指定文化財。
- 上尾税務所
- 埼玉地方法務局上尾出張所 - 飛地に立地
- JAさいたま上平支店
- 埼玉県中央青果- 一部が立地
- 上尾市立上平小学校 - 一部が立地
- 市立上平保育所
- 介護老人保健施設 あげお愛友の里 - 福祉避難所に指定[45]。
- 西門前集会所